# Charles Bouleau
Charles Bouleau (Parigi, 18 marzo 1906 – Issy-les-Moulineaux, 19 febbraio 1987) è stato un pittore, incisore e saggista francese.

## Biografia
Bouleau proveniva da una famiglia cattolica. Dal 1926 al 1932 frequentò l’École des Beaux-Arts di Parigi, dove aveva seguito l’insegnamento classico dell’affresco, acquisendo una perfetta padronanza di questa tecnica. 
Alcune opere realizzate da Charles Bouleau:

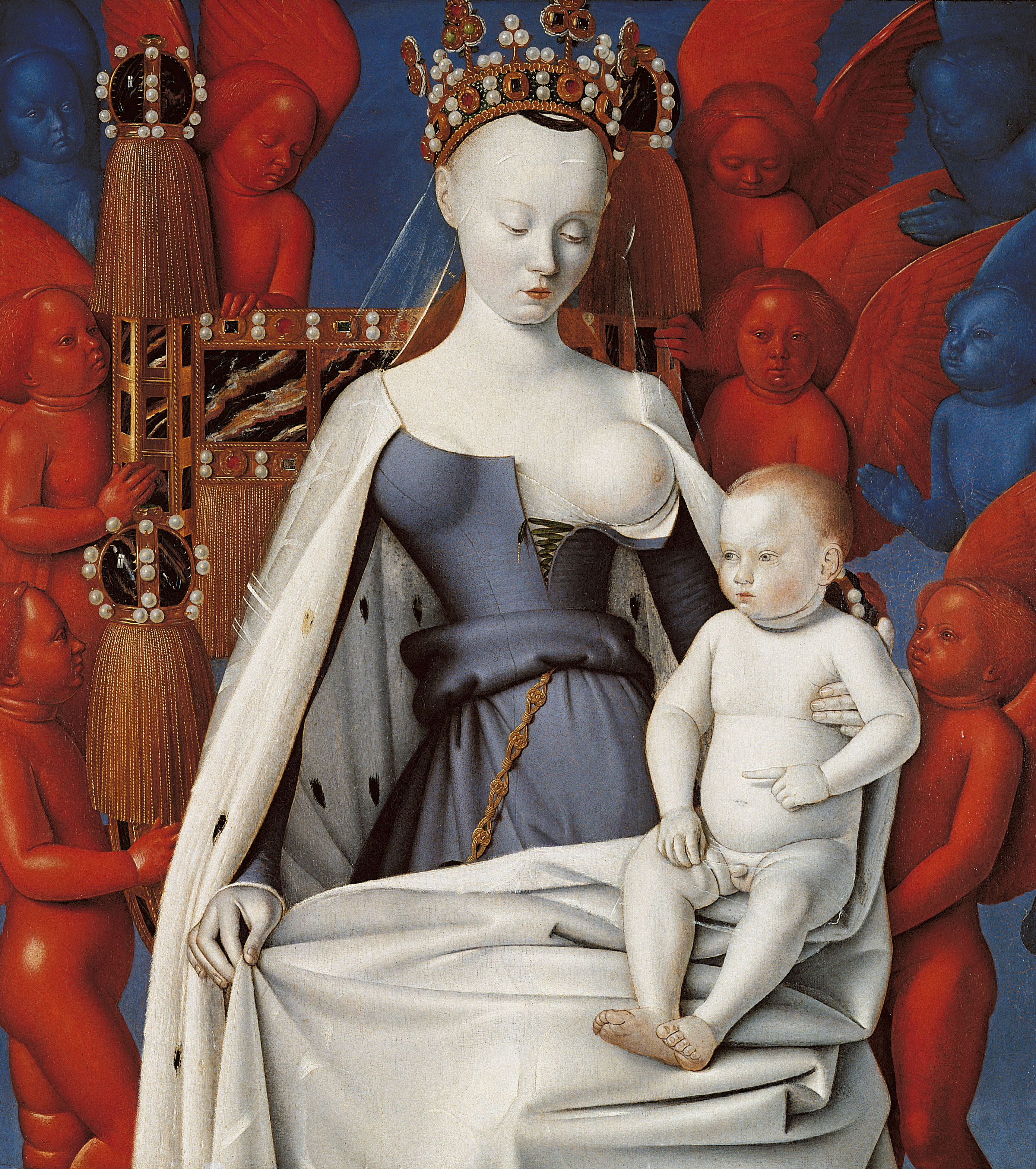
Jean Fouquet (attribuito a), Dittico di Melun: Madonna del latte in trono col Bambino, (1450-55 ca.)

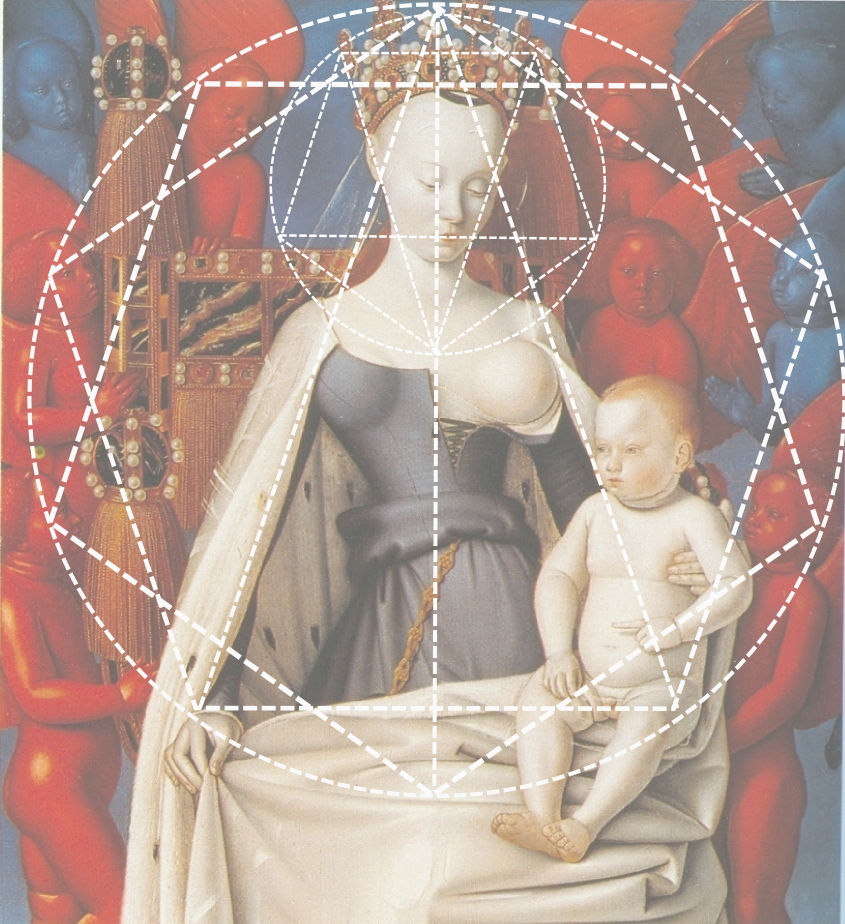
Jean Fouquet (attribuito a), Dittico di Melun: Madonna del latte in trono col Bambino, (1450-55 ca.); ipotesi geometrico-proporzionale da Charles Bouleau, Charpentes, la géométrie secrète des peintres, 1963

- 1926-32 – affreschi nell'École des Beaux-Arts (Parigi)
- 1935 – mosaico nella chiesa di San Francesco d'Assisi (Parigi, 19° arr.)
- 1936 – affreschi per la cappella di Porz-en-Parc a Plounévez-Moëdec
- 1937 – Roma, Vaticano: decorazione dello spazio francese dell'esposizione della Stampa Cattolica
- 1937 – Expo di Parigi, porta del padiglione della Francia d'oltremare
- 1944 – affreschi nella chiesa di La Varenne-Saint-Hilaire
- 1947 – affreschi nella chiesa di San Francesco d'Assisi (Parigi)
- 1950 – affreschi nella chiesa di Sainte-Louise-de-Marillac a Drancy
- 1952 – affreschi per le Aciéries d'Ugine a Saint-Denis
- 1956 – mosaici per il salone della scuola dell'infanzia a L'Aigle
- 1963 – affreschi per la scuola superiore di Bégard
- 1978 – mosaici per le scuole superiori di Vaucouleurs

Dopo venticinque anni di ricerche e otto di continue analisi svolte intorno al problema della composizione pittorica, Bouleau pubblicò nel 1963 Charpentes, la géométrie secrète des peintres.

## Pubblicazioni
- Raymonde Vincent [Auteur du texte], Campagne, Lithographies de Charles Bouleau, Paris, Éditions Stock, 1943
- Joseph Cressot [Auteur du texte], Le Pain au lièvre, Eau-forte de Charles Bouleau, Paris, Éditions Stock-Delamain et Boutelleau, 1943
- La Passion selon Saint-Jean, lithographies originales de Charles Bouleau, Paris, Éditions Stock-Delamain et Boutelleau, 1944
- Synthèses, une chromatique pour notre temps, Paris, Editions Fréal, 1973[2]
- Charpentes, la géométrie secrète des peintres, préface de Jacques Villon, Édition du Seuil, 1963; La geometria segreta dei pittori, tr. it. di Massimo Parizzi, Milano, Electa, 1988